# Deražeňský rajón
Deražeňský rajón (ukrajinsky Деражнянський район) byl rajón v Chmelnycké oblasti na Ukrajině. Hlavním městem byla Deražňa a rajón měl přibližně 32 tisíc obyvatel. 

## Sídla v rajónu
- Deražňa
- Lozove
- Vovkovynci